# Bessie Head
Bessie Amelia Emery Head, conocida como Bessie Head (Pietermaritzburg, 6 de julio de 1937 - Serowe, Botsuana, 17 de abril de 1986) fue una escritora que, aunque nació en Sudáfrica, generalmente es considerada la escritora más influyente de Botsuana. Escribió novelas, cuentos y obras autobiográficas moralmente didácticas que describen las contradicciones y deficiencias de la sociedad africana precolonial y postcolonial.

## Biografía
Bessie Amelia Emery nació en Pietermaritzburg, Sudáfrica, hija de una mujer blanca y un hombre "no blanco" en un momento en que las relaciones interraciales eran ilegales en Sudáfrica. La madre de Bessie, Bessie Amelia Emery, de una acaudalada familia sudafricana, pasó años en hospitales psiquiátricos tras la muerte de su primer hijo. Estaba en el hospital psiquiátrico de Pietermaritzburg cuando dio a luz a Bessie. Aunque no se le permitió quedarse con el niño, le dio a la hija su nombre.
Bessie fue entregada a unos padres adoptivos blancos cuando era bebe bajo el supuesto de que era blanca. Cuando éstos se dieron cuenta de que no lo era unas semanas después fue devuelta a las autoridades. Posteriormente fue entregada en adopción a una familia de raza mixta o "de color", la familia Heathcotes, en una zona pobre no blanca de Pietermaritzburg donde creció con una estricta madre adoptiva, Nelly Heathcote, y asistió a la Iglesia Católica local y a la escuela primaria. Nunca se dio cuenta de que no era Heathcote. Disfrutó de una infancia casi normal de su tiempo y lugar, con la excepción de que su madre adoptiva coartaba su amor por los libros.
Cuando Bessie tenía doce años, después de haber completado cuatro años de escuela primaria, las autoridades la trasladaron a St. Monica's Home for Colored Girls, un internado anglicano en Durban. Al principio, Bessie intentó huir pero comenzó a apreciar la riqueza de los libros y el conocimiento que ofrecía la escuela. Al final de su segundo año, sufrió el primer gran trauma de su vida. Las autoridades le dijeron abruptamente que era hija de una mujer blanca, no de Nelly Heathcote, y que no se le permitiría regresar a su antigua casa para las vacaciones de Navidad. La joven adolescente quedó devastada.
Dos años después, a finales de 1953, Bessie aprobó su examen de Certificado Junior y estudio durante dos años para ser docente mientras vivía en St. Monica's. A principios de 1956, el tribunal la declaró adulta y se le otorgó un certificado de enseñanza provisional, aceptando un trabajo como maestra en una escuela primaria de color en Durban. Durante este tiempo, desarrolló una estrecha amistad con varios miembros del personal blanco de Santa Mónica, así como con varios miembros de la comunidad india, y su interés por las religiones no cristianas floreció, especialmente el hinduismo.
Por otro lado, solo tenía un contacto pasajero con la mayoría africana negra en Natal, que era abrumadoramente zulú .
A mediados de 1958, cansada de sus rutinas diarias, renunció a su trabajo, celebró su 21 cumpleaños y tomó un tren a Ciudad del Cabo, donde quería convertirse en periodista.
Ciudad del Cabo y Johannesburgo
Bessie Head llegó a Ciudad del Cabo en un momento en que los no urbanizados suburbios de Sudáfrica comenzaban a agitarse bajo las leyes cada vez más restrictivas del apartheid. Varios periódicos y revistas ya se hacían eco , de los cuales el semanario Drum era el más famoso. Head buscó empleo en la publicación hermana de Drum, el semanario Golden City Post. Trabajó allí durante casi un año, archivando historias de la sala del tribunal y otras pequeñas tareas asignadas a los novatos en la redacción. Escribió bajo su nombre real, Bessie Amelia Emery.
Aunque Ciudad del Cabo era entonces de una extensión similar a Durban, era mucho más diversa y sofisticada. En Pietermaritzburg y Durban, Bessie había sido miembro de un pequeño grupo minoritario de color de habla inglesa (mestizos). En Ciudad del Cabo, fue repentinamente miembro del grupo racial local más grande, de color, pero uno que hablaba afrikáans en su vida diaria. Aunque nunca se sintió cómoda en este idioma derivado de los primeros colonos holandeses de Ciudad del Cabo, pronto pudo sobrevivir. Lo que le resultó más difícil de aceptar fueron las divisiones en esta comunidad por el tono de piel y el estado económico. Era demasiado oscura para unirse a la élite, por lo que prefería asociarse con los trabajadores y la clase baja en el Distrito Seis, la gran comunidad de color que vivía en el lado oeste de Table Mountain, no lejos del centro. Entre su trabajo y su alojamiento, la joven recién llegada adoptó rápido el estilo y el ritmo de la gran ciudad. También se hizo más consciente de los muchos conflictos internos de Sudáfrica.
En 1959, Head se mudó a Johannesburgo para trabajar en Home Post, otra de las publicaciones hermanas de Drum; le dieron su propia columna y un salario estable. Aquí conoció a escritores tan notables como Lewis Nkosi, Can Themba y Dennis Brutus y experimentó con su propia escritura independiente. Pero sus experiencias que cambiaron su vida en este momento estaban entrando en contacto con escritos políticos nacionalistas negros, especialmente los de los panafricanistas George Padmore y Robert Sobukwe. Uno de los libros de Padmore me dio una nueva piel y una nueva vida que era totalmente inaceptable para las condiciones allí, escribió más adelante.
Lo personal y lo político explotaron a principios de 1960. Head se unió al Congreso Panafricanista (PAC) de Sobukwe unas semanas antes de que ese partido liderara una fatídica protesta masiva en Soweto, Sharpeville y otros pueblos negros. Tuvo lugar la masacre de Sharpeville, desencadenando cambios políticos y sociales decisivos en Sudáfrica. Los partidos políticos negros fueron prohibidos y miles de activistas fueron arrestados. Head trabajó brevemente para apoyar a los prisioneros de PAC antes de ser arrestada en un feo incidente de traición mutua entre simpatizantes de PAC. Aunque los cargos en su contra fueron finalmente desestimados, cayó en una depresión profunda e intentó suicidarse. Después de una breve hospitalización, regresó a Ciudad del Cabo, temporalmente con el espíritu roto y desilusionada con la política. Alrededor de 1969, Head también comenzó a sufrir síntomas de trastorno bipolar y esquizofrenia.
Un año después, Head reapareció en los círculos intelectuales y políticos de Ciudad del Cabo, asociándose con los intelectuales multirraciales del Partido Liberal, así como con los agitadores del PAC. En 1961 conoció a Harold Head, un joven de color bien hablado de Pretoria que tenía muchos de los mismos intereses intelectuales que ella. Seis semanas después se casaron y el 15 de mayo de 1962 nació su único hijo, Howard Rex Head. El bebé estuvo marcado por un leve trastorno de alcoholismo fetal que no se reconoció, uno que lo afectaría a lo largo de su vida.
Tanto Harold como Bessie se dedicaron a escribir artículos, sobre todo, para The New African, una nueva publicación mensual publicada en Ciudad del Cabo. Bessie escribió una novela dramática, The Cardinals, que tardó en publicarse treinta años. Pero eran pobres y su matrimonio se estaba deteriorando; Howard demostró ser un bebé sonriente. Con gran frustración, Bessie dejó Ciudad del Cabo a fines de 1963 para vivir con su suegra cerca de Pretoria, llevándose a Howard con ella. Cuando esa relación también se rompió, Head solicitó un trabajo de profesora en el vecino Protectorado de Bechuanalandia (ahora Botsuana ) y fue aceptada. Aunque no pudo obtener un pasaporte, un amigo la ayudó a obtener un permiso solo de salida. Hacia fines de marzo de 1964, ella y su hijo abordaron un tren hacia el norte. Head nunca volvió a ver Sudáfrica.
Botsuana
En 1964, abandonando su vida en Sudáfrica, se mudó con su hijo pequeño a Botsuana (entonces todavía el Protectorado de Bechuanalandia ) buscando asilo, habiendo estado involucrada periféricamente con la política panafricana. Tardó 15 años en obtener la ciudadanía de Botsuana. Head se estableció en Serowe, la mayor de las aldeas de Botsuana (es decir, los asentamientos tradicionales en lugar de las ciudades de los colonos). Serowe fue famoso tanto por su importancia histórica, como capital del pueblo Bamangwato, como por la escuela experimental Swaneng de Patrick van Rensburg. El depuesto jefe de Bamangwato, Seretse Khama, pronto se convertiría en el primer presidente de Botsuana independiente.
Su muerte prematura en Serowe en 1986 con 48 años por hepatitis llegó justo en el momento en que estaba alcanzando el reconocimiento como escritora.

## Escritura
La mayoría de las obras importantes de Bessie Head se desarrollan en Serowe. Las tres novelas When Rain Clouds Gather (1968), Maru (1971) y A Question of Power (1973) tienen este escenario. Los tres también son autobiográficos; Cuando Rain Clouds Gather se basa en su experiencia de vivir en una granja de desarrollo, Maru incorpora su experiencia de ser considerada racialmente inferior, y A Question of Power se basa en su comprensión de cómo fue experimentar una angustia psicológica aguda.
Head también publicó una serie de cuentos, incluida la colección The Collector of Treasures (1977). Publicó un libro sobre la historia de Serowe, el pueblo en el que se instaló, llamado Serowe: Village of the Rainwind. Su última novela, A Bewitched Crossroad (1984), es histórica, ambientada en Botsuana del siglo XIX. También había escrito una historia de dos profetas, uno rico y otro que vivía mal llamado Jacob: El sacerdote curativo de la fe.
El trabajo de Head se centró en la vida cotidiana de la gente común y su papel en las grandes luchas políticas africanas. Las ideas religiosas ocupan un lugar destacado a veces, como en la obra Una cuestión de poder. Head fue educada inicialmente como cristiana; sin embargo, más tarde fue influida por el hinduismo (al que estuvo expuesta a través de la comunidad india de Sudáfrica).
La mayor parte de su escritura tuvo lugar mientras estaba en el exilio en Botsuana. Una excepción es la novela The Cardinals (publicada póstumamente), ambientada en Sudáfrica.
En cierto modo, Bessie Head seguía siendo una extraña en su país de adopción, y algunos perciben que tenía una relación de amor y odio con él. Luchó con una enfermedad mental y sufrió un episodio psicótico importante en 1969, que la llevó a un período de hospitalización en el Hospital Mental Lobatse. Una cuestión de poder, que Bessie Head consideró "casi autobiográfica", se escribió después de este episodio.
Influencias
Gran parte del trabajo de Head estuvo influido por el político y filósofo indio Mahatma Gandhi, señalando que "nunca ha leído nada que haya despertado mis sentimientos como las declaraciones políticas de Gandhi". Head se inspiró en Gandhi y en la forma en que describía claramente los problemas políticos actuales. Leyendo sus escritos, Head se sorprendió por el trabajo y llegó a la conclusión de que Gandhi debía ser "Dios como hombre".

## Premios y reconocimientos
En 1977, Head asistió al Programa Internacional de Escritura de la Universidad de Iowa. En 2003 fue galardonada con la Orden Sudafricana de Ikhamanga en Oro por su "contribución excepcional a la literatura y la lucha por el cambio social, la libertad y la paz".

## Legado
En 2007 se estableció el Bessie Head Heritage Trust, junto con los Bessie Head Literature Awards. El 12 de julio de 2007, la biblioteca de Pietermaritzburg pasó a llamarse Biblioteca Bessie Head en su honor. Sus documentos principales se encuentran en el Museo Memorial Khama III en Serowe.

## Otras lecturas
- Brown, Coreen, The Creative Vision of Bessie Head. Rosemont Publishing & Printing Corp., Massachusetts; Associated University Presses, New Jersey, London & Ontario. 2003.
- Curry, Ginette. "Toubab La!": Literary Representations of Mixed-race Characters in the African Diaspora.Cambridge Scholars Pub., Newcastle, England.2007.
- Giffuni, C. "Bessie Head: A Bibliography," A Current Bibliography on African Affairs, Vol. 19(3), 1986–87.
- Microsoft Encarta 98 Encyclopedia, 1993–97
- Ibrahim, Huma. Bessie Head: Subversive Identities in Exile (1996), Charlottesville: University Press of Virginia. ISBN 0-8139-1685-2
- Eilersen, Gillian Stead. Bessie Head: Thunder Behind Her Ears - Her Life and Writings (Studies in African Literature) (1995), Cape Town: James Currey, ISBN 0-85255-535-0; (1996) London: Heinemann
- Kate Bissell, "Bessie Head", Fall 1996. Postcolonial Studies @ Emory.